# Майкъл Толбът
Майкъл Коулман Талбът (на английски: Michael Coleman Talbot(произнася се Талбът), 29 септември 1953 – 27 май 1992), е автор на редица книги, които претендират да правят връзка между древния мистицизъм и квантовата механика. Авторът предлага холографския модел на Вселената като обяснение за паранормалните явления.
За обосноваване на своята теория Талбът се позовава на Дейвид Бом, Карл Прибрам, Карл Юнг и Станислав Гроф. Все повече учени вече смятат холографския модел за научно-обоснован и обясняващ неща, които съвременната наука не може да обясни.